# Menezesita
La menezesita és un mineral de la classe dels hidròxids. Rel el seu nom del geòleg i mineralogista brasiler Luiz Menezes (1950-2014).

## Característiques
La menezesita cristal·litza en el sistema isomètric, i es troba en forma de cristalls romboedrals de fins a 1 mm, ja sigui de manera aïllada o en agregats de petits cristalls. És l'unic heteropoliniobat natural conegut en l'actualitat. La seva duresa és 4 a l'escala de Mohs, la mateixa que la de la fluorita. La seva lluentor és vítria. És de color marró vermellós i molt transparent.

## Formació i jaciments
La menezesita es troba a les zones de contacte entre carbonatita dolomita i la jacupirangita, un tipus de piroxenita pròpia de la zona. La localitat tipus d'aquesta espècie, i l'únic lloc on s'ha trobat fins ara, és la mina Jacupiranga, Cajati, São Paulo, Brasil. S'ha trobat associada a tochilinita, estroncianita, pirita, flogopita, magnetita, dolomita, clinohumita, calcita i ancylita-(Ce).